# Cuelgamures
Cuelgamures és un municipi de la província de Zamora a la comunitat autònoma de Castella i Lleó. Limita al nord amb Santa Clara de Avedillo, al sud amb El Maderal i El Cubo de Tierra del Vino, a l'est amb Fuentespreadas i a l'oest amb Corrales.

## Demografia
| 1991 | 1996 | 2001 | 2004 |
| ---- | ---- | ---- | ---- |
| 160  | 155  | 140  | 133  |